# Broye (Saône-et-Loire)
Broye ist eine französische Gemeinde mit 754 Einwohnern (Stand: 1. Januar 2022) im Département Saône-et-Loire in der Région Bourgogne-Franche-Comté. Die Gemeinde gehört zum Arrondissement Autun und zum Kanton Autun-2 (bis 2015: Kanton Mesvres). 

## Geografie
Broye liegt etwa elf Kilometer südlich vom Stadtzentrum von Autun am Fluss Mesvrin, in den hier sein Zufluss Rançon einmündet. Umgeben wird Broye von den Nachbargemeinden Autun im Norden und Nordosten, Marmagne im Osten und Südosten, Saint-Symphorien-de-Marmagne im Süden sowie Mesvres im Westen und Südwesten.

## Bevölkerungsentwicklung
| Jahr                      | 1962 | 1968 | 1975 | 1982 | 1990 | 1999 | 2006 | 2013 | 2019 |
| Einwohner                 | 819  | 798  | 740  | 715  | 718  | 689  | 812  | 745  | 753  |
| Quelle: Cassini und INSEE |      |      |      |      |      |      |      |      |      |

## Verkehr
Broye liegt an der Bahnstrecke Nevers–Chagny und wird im Regionalverkehr durch TER-Züge bedient.

## Sehenswürdigkeiten
- Menhir von Charmeau, Monument historique
- Kirche Saint-Laurent
- Schloss Montjeu, 1606–1622 erbaut, Monument historique seit 1929/1958
- Chalets von Mont-d’Arnaud, Monument historique

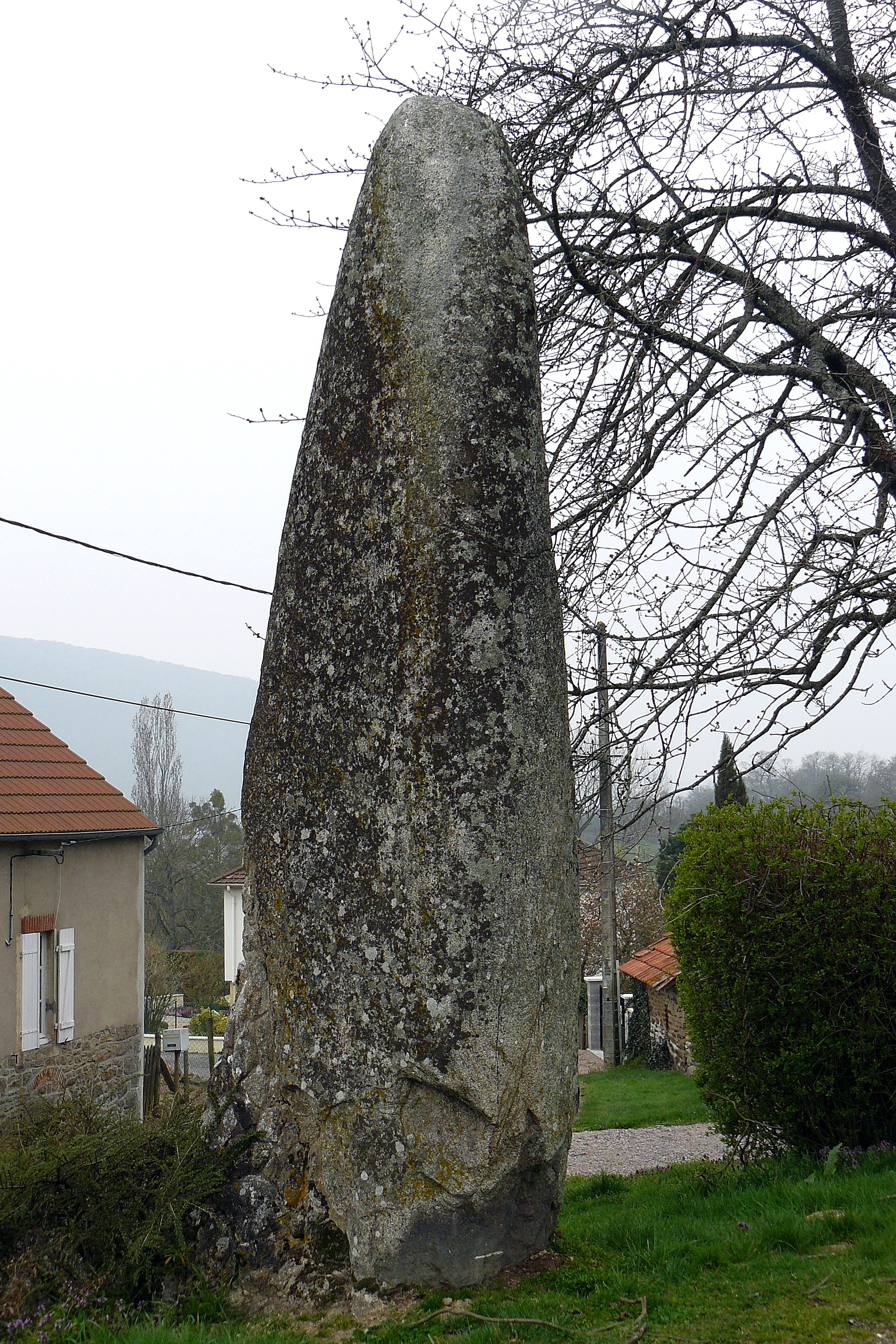
Menhir von Charmeau
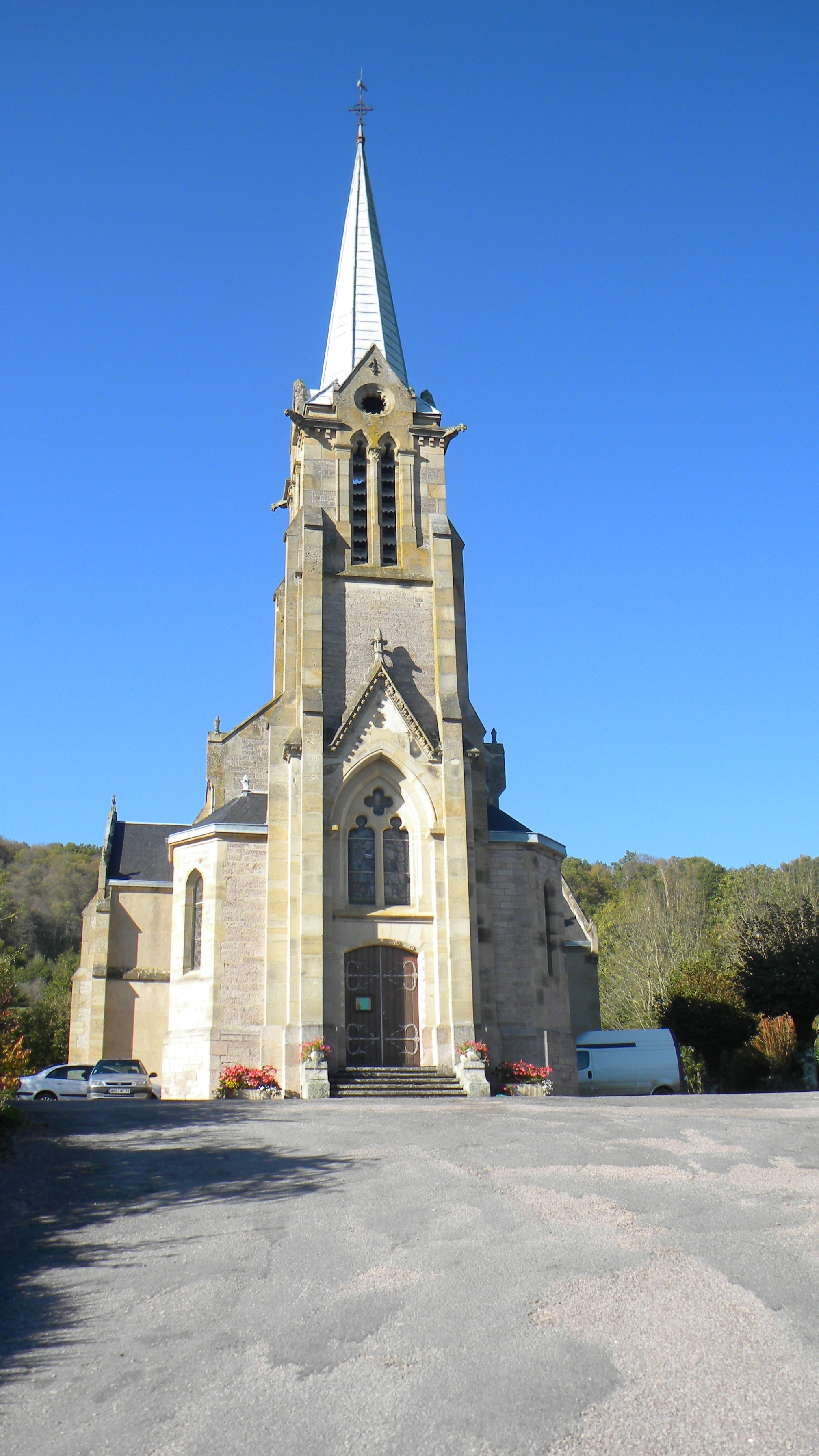
Kirche Saint-Laurent
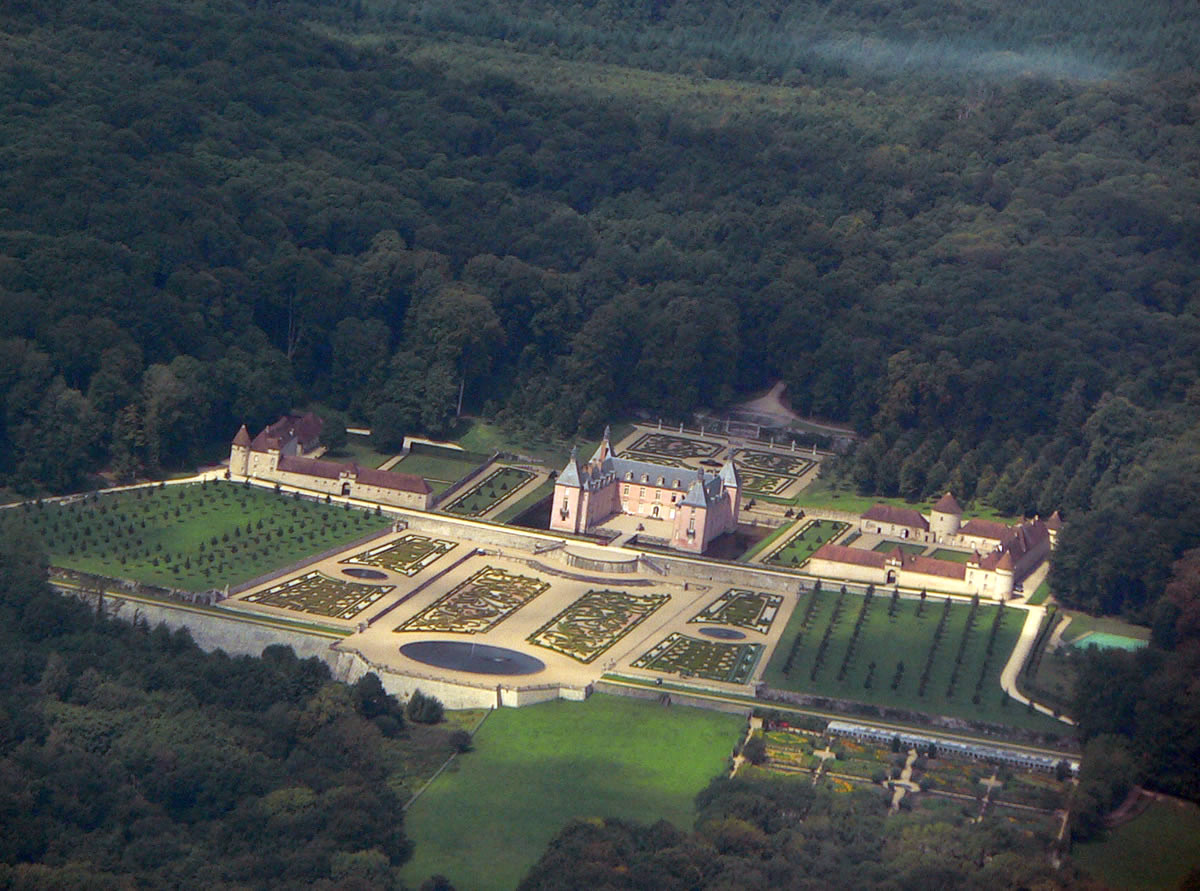
Schloss Montjeu